# 建平陵
建平陵是中国东晋第一任皇帝晋元帝司马睿的陵墓。
晋元帝在永昌五年（322年）闰十一月初十驾崩。次年二月初二，葬于建平陵。晋元帝与元敬虞皇后共葬。建平陵在今江苏省南京市东北，鸡笼山南麓。鸡鸣寺附近。鸡笼山附近晋陵有晋元帝建平陵、晋明帝武平陵、晋成帝兴平陵、晋穆帝永平陵、晋哀帝安平陵。
《元和郡县志》卷25上元县：晋元帝建平陵“在县北六里鸡笼山”，具体位置有待最后确定。不过有一说认为，1972年在南京大学鼓楼校区北园北大楼后面发现的一座东晋大型墓葬应该就是晋元帝的建平陵。
南大北园东晋大墓由墓门、甬道、主室、侧室甬道、侧室等部分组成。甬道内设两道门，这种设置方法常见于六朝帝陵。从大墓中，考古专家清理出陶案、凭几、陶盘、卧龙座、卧虎座、陶俑、鸡首壶、青瓷辟邪形插器、蝉纹金铛、金叶片、水晶珠、玛瑙珠、玻璃碗等各种陪葬文物。卧龙座和卧虎座非常特别。南京大学蒋赞初教授结合种种线索判断：南大北园东晋大墓是一座帝陵。
这位葬于北大楼后的东晋帝王究竟是谁，学界长期存在晋元帝司马睿（东晋开国皇帝）、晋成帝司马衍两种说法。南师大文博系青年学者渠雨桐认为，晋成帝司马衍去世时已是东晋中期，墓中第一组出土器物属两晋之交，时代上不符，此墓为东晋成帝兴平陵的可能性不大。再结合出土文物的年代，以及墓中侧室有女性祔葬等因素，墓主很有可能就是晋元帝司马睿。另一著名的南京历史学家王志高认为，南大北园东晋大墓主室内合葬的是司马睿晋元帝和追尊的皇后虞氏。侧室内祔葬的则是晋元帝后妃荀氏。荀氏是东晋第二个皇帝晋明帝司马绍的生母。渠雨桐则认为，荀氏祔葬建平陵的证据和史料还不充足。北园东晋大墓第三位墓主身份的确认，还有待进一步研究。